# 아필리 아슈크
《아필리 아슈크》(튀르키예어: Afili Aşk)는 2019년 방영된 터키의 텔레비전 드라마이다.